# Balatongyörök, Zala
Balatongyörök  este un sat în districtul Keszthely, județul Zala, Ungaria, având o populație de 1.113 locuitori (2011). 

## Demografie
Componența etnică a satului Balatongyörök
     Maghiari (92,15%)
     Germani (6,04%)
     Necunoscut (1,45%)
     Ruși (0,36%)
     Alții (1,45%)
Componența confesională a satului Balatongyörök
     Romano-catolici (44,92%)
     Fără religie (6,47%)
     Reformați (1,89%)
     Luterani (1,89%)
     Necunoscută (43,49%)
     Alte religii (1,8%)
Conform recensământului din 2011, satul Balatongyörök avea 1.113 locuitori. Din punct de vedere etnic, majoritatea locuitorilor (92,15%) erau maghiari, cu o minoritate de germani (6,04%). Apartenența etnică nu este cunoscută în cazul a 1,45% din locuitori. Nu există o religie majoritară, locuitorii fiind romano-catolici (44,92%), persoane fără religie (6,47%), luterani (1,89%) și reformați (1,89%). Pentru 43,49% din locuitori nu este cunoscută apartenența confesională.